# 34354 Johnmadland
34354 Johnmadland este o planetă minoră (asteroid), cu un diametru de 2,887 km, din centura de asteroizi. A fost descoperită pe 1 septembrie 2000 la Experimental Test Site⁠(d) de Lincoln Near-Earth Asteroid Research. 
Obiectul prezintă o orbită caracterizată de o semiaxă mare de 2,379455 UAi, o excentricitate de 0,11, o înclinație de 5,25006 ° în raport cu ecliptica.